# Le Jour des assassins
Pour plus de détails, voir Fiche technique et Distribution.
Le Jour des assassins (titre original : Day of the Assassin) est un film mexicano-hispanico-américain de Brian Trenchard-Smith et Carlos Vasallo sorti en 1979.

## Synopsis
Après avoir échappé à la mort à la suite de l'explosion de son yacht, un chef du Moyen-Orient exilé au large du Mexique décide de se venger...

## Fiche technique
- Titre original :  Day of the Assassin
- Réalisation : Brian Trenchard-Smith et Carlos Vasallo
- Scénario : Robin Estridge (scénario original Traitors in the Lake)
- Adaptation : Robert Avard Miller
- Directeur de la photographie : Leopoldo Villasenor
- Montage : Roger Macrosky et Keith Stafford
- Musique : Bebu Silvetti
- Production : Robin Lubin, Ika Panajotovic et Carlos Vasallo
- Genre : Film policier
- Pays :  Mexique,  Espagne,  États-Unis
- Durée : 94 minutes
- Date de sortie :
  -  États-Unis : 15 décembre 1979
  -  Mexique : 25 décembre 1981
  -  Espagne : 18 janvier 1982

## Distribution
- Glenn Ford (VF : Roland Ménard) : Christakis
- Chuck Connors : Fleming
- Richard Roundtree : Fessler
- Jorge Rivero : Dante Vallone
- Andrés Garcia : Jerry Beltron
- Susana Dosamantes : la princesse
- Henry Silva : Jorge Gomez, le chef de la Police
- Taylor Lacher : Spiros
- Juan Luis Galiardo (sous le nom de John Galiard) : Vasilenko
- Robert Avard Miller (sous le nom de Bob Miller) : le 1er agent russe
- Rafael Inclán
- Tawny Little : la reporter TV
- Billy Motton (crédité Billy Moton) : le 2d agent russe